# Venān
Venān (persiska: ونان) är en ort i Iran.   Den ligger i provinsen Qom, i den centrala delen av landet, 160 km sydväst om huvudstaden Teheran. Venān ligger 1 987 meter över havet och antalet invånare är 192.
Terrängen runt Venān är bergig. Runt Venān är det ganska tätbefolkat, med 100 invånare per kvadratkilometer. Närmaste större samhälle är Tafresh, 15,7 km väster om Venān. Trakten runt Venān består i huvudsak av gräsmarker.